# Emoia baudini
Emoia baudini — вид сцинкоподібних ящірок родини сцинкових (Scincidae). Ендемік Індонезії. Вид названий на честь французького натураліста Ніколя Бодена.

## Поширення і екологія
Emoia baudini мешкають на північному сході півострова Чендравасіх на північному заході Новій Гвінеї. Вони живуть у вологих тропічних лісах, в лісовій підстилці. Є живородними.